# Lepidostemon williamsii
Lepidostemon williamsii là một loài thực vật có hoa trong họ Bìm bìm. Loài này được (H. Hara) Al-Shehbaz mô tả khoa học đầu tiên năm 2002.